# Dedeckera eurekensis
Dedeckera eurekensis Reveal & J.T.Howell – gatunek rośliny z monotypowego rodzaju Dedeckera w obrębie rodziny rdestowatych (Polygonaceae Juss.). Występuje endemicznie w południowo-zachodnich Stanach Zjednoczonych – w Kalifornii. 

## Morfologia
PokrójWiecznie zielony półkrzew dorastający do 20–100 cm wysokości.
LiścieUlistnienie jest naprzemianległe. Ich blaszka liściowa ma eliptyczny kształt. Mierzy 5–15 mm długości oraz 5–8 mm szerokości, jest całobrzega. Ogonek liściowy jest nagi i osiąga 2–5 mm długości.
KwiatyPromieniste, obupłciowe, zebrane w wierzchotki o długości 1–4 cm, rozwijają się na szczytach pędów. Mają 6 listków okwiatu zrośniętych u podstawy, mają barwę od żółtej do żółtoczerwonawej, mierzą do 2–4 mm długości, tworzą okwiat o dzwonkowatym lub dzbankowatym kształcie. Pręcików jest 9, są zrośnięte u nasady.
OwoceTrójboczne niełupki osiągające 2–3 mm długości.

## Biologia i ekologia
Rośnie w zaroślach, na stokach oraz terenach skalistych. Występuje na wysokości od 1200 do 2200 m n.p.m. Kwitnie od czerwca do października. 

## Ochrona
Dedeckera eurekensis posiada status gatunku zagrożonego.